# Dionizy Zaremba
Dionizy Zaremba (ur. 1797, zm.?) – polski oficer marynarki rosyjskiej, kapitan pierwszej rangi, podróżnik, naukowiec, w latach 1834–1836 odkrył szereg wysp na Morzu Beringa i jako pierwszy podał szczegółowy opis Alaski, dwukrotnie opłynął Ziemię. 

## Życiorys
Dionizy Zaremba urodził się w polskiej rodzinie w 1797. Po ukończeniu szkoły morskiej W latach 1816–1818 pływał na należącym do Kompanii Rosyjsko-Amerykańskiej statku „Suworow” pod dowództwem Zachara Panafidina. Później znalazł zatrudnienie jako przedstawiciel Rosyjsko-Amerykańskiej Kompanii Futrzanej działającej na Alasce.
Z polecenia Kompanii odbył on w latach 1827-41 szereg rejsów badawczych wzdłuż wybrzeży Alaski oraz Kolumbii Brytyjskiej (obecnie Kanada), a także zachodnich wybrzeży USA. Jako pierwszy z Europejczyków odkrył w 1834 r. rzekę Stikine.
W roku 1827 dowodząc brygiem „Ochock” dopłynął do Fort Ross na północ od obecnego San Francisco, a następnie na statku „Urup” dopłynął do Bodega Bay. W 1841 roku Zaremba jako pełnomocnik Kompanii  Rosyjsko-Amerykańskiej reprezentował stronę rosyjską w sprzedaży Fort Ross sławnemu pionierowi osadnictwa amerykańskiego Johnowi Sutterowi. Transakcja ta zakończyła rosyjską obecność w Kalifornii.
W latach 1827 i 1831 dwukrotnie opłynął kulę ziemską. W okresie 1834–1838 prowadził badania naukowe na Alasce. Na jego cześć jedna z wysp Archipelagu Aleksandra przy południowych wybrzeżach Alaski została nazwana Wyspą Zaremby.